# 拍蓬街

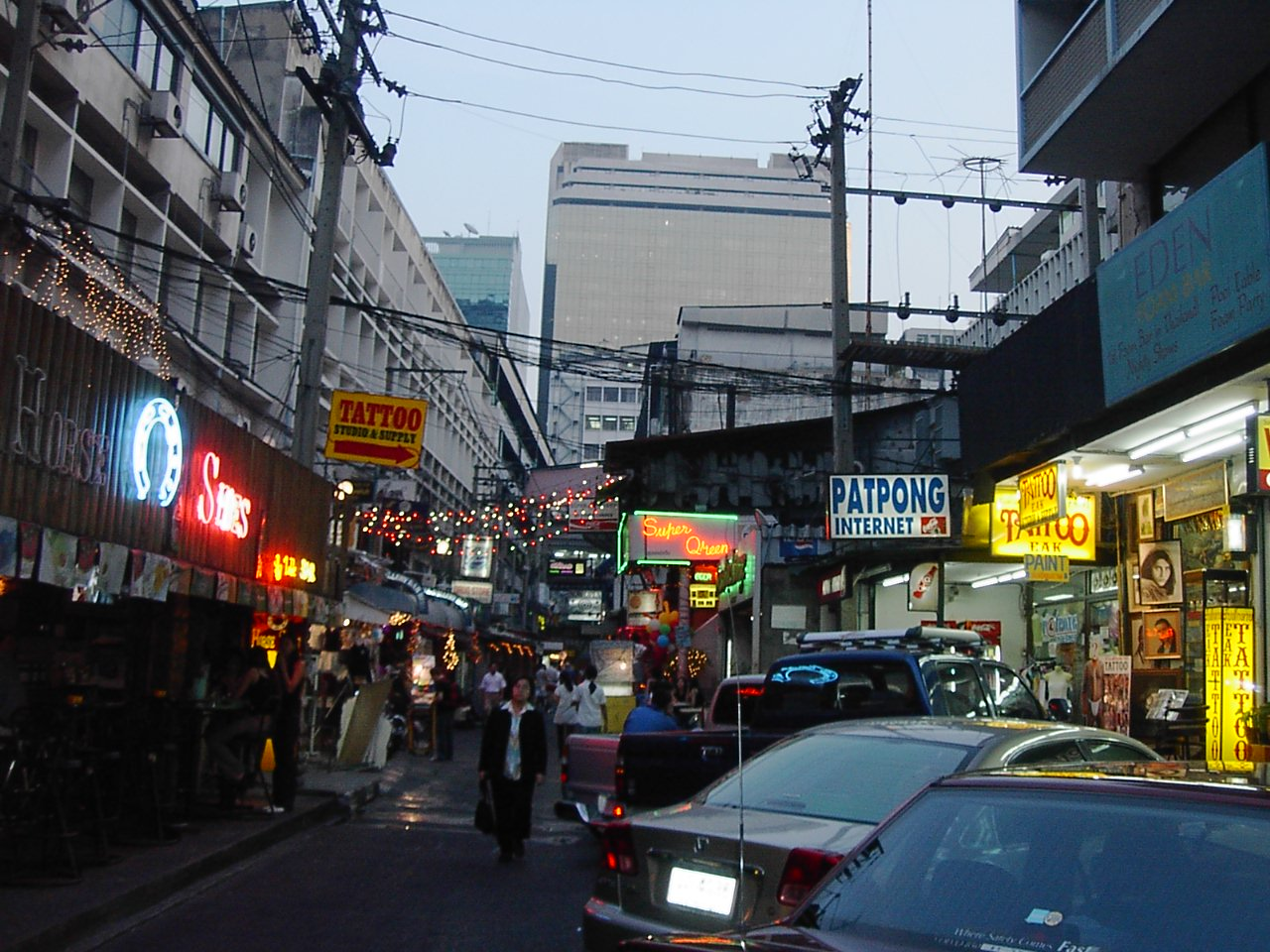
夕陽下的泰國曼谷拍蓬街

拍蓬街位於泰國首都曼谷境內的挽叻縣，為介於是隆路及素理翁路之間的兩條橫街，是消閒娛樂區，以餐飲業為主，屬國際著名的紅燈區，曼谷的色情事業心臟地帶，亦是一個繁忙的夜市。

## 位置及布局
拍蓬街〈location:13°43′42″N 100°32′00″E / 13.72833°N 100.53333°E〉
包括兩條平行的與橫街，它們的兩端分別連接是隆路及素理翁路。它們與曼谷地鐵的是隆車站（Silom）及曼谷集體運輸系統的是隆線之沙拉鈴車站（Sala Daeng）均是徙步可至。
拍蓬1街〈Patpong 1〉主要為各種酒吧的集中地；拍蓬2街〈Patpong 2〉亦有各種酒吧。它的偏西有一條是隆4街〈又名：乍巒汪街；Soi Jaruwan〉，長期設有許多迎合男同性戀者的商店；再向西走的他火野街〈Soi Thaniya〉則設有許多附有泰國妓女的高消費的酒吧，來迎合日本人的口味。

## 歷史及產權
「拍蓬」以該地區的大地主而命名，他是1946年從當時的中華民國廣東省、海南島移民來購買該片地域。當年這裡還是一片荒涼的郊野，只有一條小運河及一棟柚木房屋。那地主建成了現在的「拍蓬一街」及幾棟店屋來出租圖利。其後加建「拍蓬二街」，因此它們實際上是私家街，並非公共街道。而「是隆4街」及他火野街則是其他地主的私家街。那棟原來的柚木 房屋在許多年前已被拆卸及填空運河，以騰出土地來給更多的店屋。原來簡單的小型商販區，最終演變成酒吧業為主導。
在1968年以前，只有少數夜總會存在，後來拍蓬街開發了一些入侵越南戰爭的美軍官兵作休養的住宅，雖然那些住宅主要位於碧武里新路，在20世紀的70年代及80年代，拍蓬街是曼谷的主要夜生活地帶，當時著名的色情表演。在20世紀80年代中期，拍蓬街每年主辦的Patpong Mardi Gras，這是一個週末街頭市集，為泰國的慈善機構籌務經費。在20世紀的80年代末期，那位地主已經開始出租拍蓬夜市的小販攤檔圖利。
拍蓬街面對來自那那廣場及牛仔街的強力競爭，然而帕蓬街獲泰國政府在2004年頒布為唯一的合法娛樂區。

## 色情事業

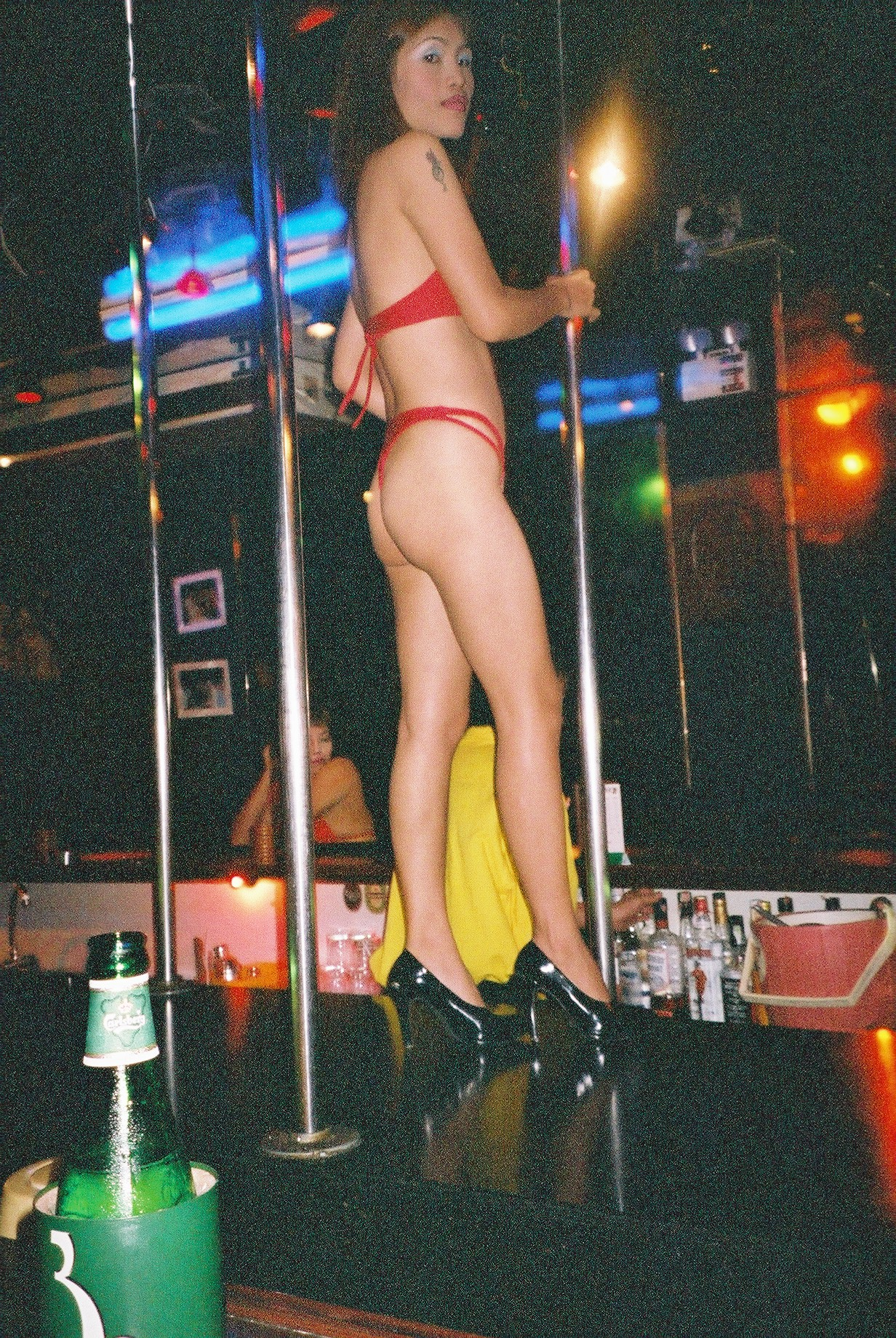
拍蓬街的妓院裡之妓女

拍蓬街的妓院主要是「阿哥哥酒吧」，婦女在舞臺上跳舞。舞蹈者(有時甚至是服務生) 一般都願意在嫖客支付「出鐘費」來帶她們離開酒吧；性交服務的收費則個別再行商議。一些以按摩院作招牌的實際亦為妓院，有幾個著名的「口交酒吧」在店後的房間裡提供口交服務。
幾個樓上酒吧仍然提供非法的色情表演，以婦女的各種創意表演。也許最臭名昭著的涉及以她的陰戶作彈丸遊戲。其中一些樓上酒吧是專門欺騙外國觀光客的，泰國的旅遊警察通常駐紮在拍蓬一街及是隆路，可以在這些情況下幫助。
一些在拍蓬街的機構僱用變性人，她們與真正的婦女混合在一起工作。截至2005年，拍蓬一街的「King's Corner」已知是這樣。與那那廣場的變性人酒吧不同，許多職員均是未造變性手術的。
此外，拍蓬街的男同性戀酒吧都不是「阿哥哥酒吧」，只是傳統的酒吧，例如：Telephone及The Balcony，它們都接待泰國本地居民及觀光旅客。商業性的男妓院主要在素里翁路及它的橫街。
目前有明顯跡象，部分拍蓬街的商店已非色情行業，提供其它形式的娛樂。現在有一些現場樂隊的音樂酒吧，經常吸引泰國本地居民及觀光旅客，以及一些美食餐館，拍蓬二街有新開的精品酒店，提供價廉物美的房間。

## 夜市
近年來，是隆路及素理翁路已取代拍蓬夜市的地位，在拍蓬街擠塞行動困難，只有夫婦及背包旅客喜歡遊覽。沿街售賣色情光碟的小販已經越來越多，對遊人造成滋擾。在這個夜市必須先議價。

## EMPOWER
EMPOWER是一個非牟利組織，為妓女提供有語言訓練班，衛生及法律常識講座，甚至大學預科班，以及個別輔導服務。它還代表妓女去跟泰國政府談判。

## 外部連結
- 维基共享资源上的相關多媒體資源：拍蓬街